# Sébastien Desabre
Sébastien Serge Louis Desabre (Valence, Francia, 2 de agosto de 1976) es un entrenador de fútbol francés. Actualmente dirige a la selección de la República Democrática del Congo.

## Carrera
Desabre nació en Valence. Sus anteriores puestos directivos incluyen ES Cannet-Rocheville, ASEC Mimosas, Coton Sport y Espérance de Tunis. También fue entrenador de Ismaily SC en la Premier League de Egipto. También ha entrenado a Recreativo do Libolo, Dubai Club, JS Saoura y Wydad AC.
En diciembre de 2017, antes de la competencia del Campeonato Africano de Naciones de 2018, firmó un contrato de varios años con la Federación de las Asociaciones de Fútbol de Uganda para administrar la selección nacional de Uganda con un salario bruto mensual de $25,000. Reemplazó a Milutin Sredojević, quien se fue en julio de 2017 para convertirse en entrenador de los Orlando Pirates. El 17 de noviembre de 2018, las Grullas se clasificaron para la Copa Africana de Naciones de 2019 tras derrotar a la Cabo Verde. En noviembre de 2018, la selección nacional de Uganda fue nominada junto con otras cinco para el premio CAF al equipo nacional masculino del año 2018.
Uganda se clasificó para la Copa Africana de Naciones 2019 del 21 de junio al 19 de julio de 2019. El equipo avanzó del Grupo A, a los octavos de final, en segunda posición, detrás del líder del grupo y los anfitriones del torneo, Egipto. Sin embargo, el equipo fue eliminado después de perder 1-0 ante la Senegal el 5 de julio de 2019. Al día siguiente, en un comunicado publicado por FUFA en Kampala, el contrato de Desabre con las Grullas fue rescindido por consentimiento mutuo a pesar del éxito.
El 8 de julio de 2019, Desabre fue anunciado como el nuevo entrenador del club de la Premier League egipcia Pyramids FC. El 19 de enero de 2020, Desabre se reincorporó a Wydad AC.
En 2022, fue nombrado entrenador de la selección de fútbol de la República Democrática del Congo, en sustitución del argentino Héctor Cúper, luego de que la República Democrática del Congo no se clasificara para la Copa Mundial de la FIFA 2022. Su contrato durará cuatro años, con el objetivo de guiar al combinado africano al Mundial 2026.En la Copa Africana de Naciones 2023, el seleccionado africano obtuvo el cuarto puesto luego de caer ante Sudáfrica en la final por la medalla de bronce.

## Clubes como entrenador
| Club                                            | País                            | Año           |
| ----------------------------------------------- | ------------------------------- | ------------- |
| ES Cannet-Rocheville                            | Francia                         | 2006-2010     |
| ASEC Mimosas                                    | Costa de Marfil                 | 2010-2012     |
| Coton Sport                                     | Camerún                         | 2012-2013     |
| Espérance de Tunis                              | Túnez                           | 2014          |
| Recreativo do Libolo                            | Angola                          | 2015          |
| Dubai CSC                                       | Emiratos Árabes Unidos          | 2015-2016     |
| JS Saoura                                       | Argelia                         | 2016          |
| Wydad AC                                        | Marruecos                       | 2016-2017     |
| Ismaily                                         | Egipto                          | 2017          |
| Selección de Uganda                             | Uganda                          | 2017-2019     |
| Pyramids FC                                     | Egipto                          | 2019          |
| Wydad AC                                        | Marruecos                       | 2020          |
| Chamois Niortais                                | Francia                         | 2020-2022     |
| Selección de la República Democrática del Congo | República Democrática del Congo | 2022-presente |

## Palmarés

### Como entrenador

#### Campeonatos nacionales
| Título                      | Club                 | País            | Año     |
| --------------------------- | -------------------- | --------------- | ------- |
| Copa de Costa de Marfil     | ASEC Mimosas         | Costa de Marfil | 2011    |
| Copa Houphouët-Boigny       | ASEC Mimosas         | Costa de Marfil | 2012    |
| Primera División de Camerún | Coton Sport          | Camerún         | 2013    |
| Ligue Profesionelle 1       | Espérance de Tunis   | Túnez           | 2013-14 |
| Girabola                    | Recreativo do Libolo | Angola          | 2015    |